# Велико херцогство Тоскана
Великото херцогство Тоскана (на немски: Großherzogtum Toskana) съществува от 16 век на историческата територия Тоскана в днешна Италия.
То е дадено на римско-германския кайзер като част от Средновековното кралство Италия (лат. Regnum Italiae или Regnum Italicum след завоюването на Лангобардското кралство).
Държавата възниква от успешния град-държава Флоренция, управляван от фамилията Медичи Император Карл V издига страната през 1530 г. на херцогство и става зависим от Хабсбургите. През 1569 г. херцогството става Велико херцогство.
През 1738 г. Тоскана е Sekundogenitur на Дом Хабсбург-Лотарингите. До 1861 г. е на Хабсбургите до прекратяването на Кралство Италия.

## Херцози и велики херцози на Тоскана

### Херцози на Флоренция (Медичи)
- 1531 – 1537: Алесандро де Медичи
- 1537 – 1569: Козимо I де Медичи

## Велики херцози на Тоскана (Медичи)
- 1569 – 1574: Козимо I де Медичи
- 1574 – 1587: Франческо I де Медичи
- 1587 – 1609: Фердинандо I де Медичи
- 1609 – 1621: Козимо II де Медичи
- 1621 – 1670: Фердинандо II де Медичи
- 1670 – 1723: Козимо III де Медичи
- 1723 – 1737: Джан Гастоне де Медичи

### Велики херцози на Тоскана (Хабсбург-Лотаринги)
- 1737 – 1765: Франц (II) Стефан (Francesco Stefano di Lorena)
- 1765 – 1790: Леополд I (Pietro Leopoldo d’Asburgo-Lorena)
- 1790 – 1801: Фердинанд III (Ferdinando III. d’Asburgo-Lorena)

## Крале наЕтрурия(Бурбон-Парма)
- 1801 – 1803: Лудвиг I (Lodovico oder Luigi di Borbone)
- 1803 – 1807: Карл Лудвиг (Carlo Lodovico oder Luigi di Borbone)

### Велики херцози на Тоскана (Бонапарте)
- 1808 – 1814: Елиза (титуляр)

### Велики херцози на Тоскана (Хабсбург-Лотаринги)
- 1814 – 1824: Фердинанд III (Ferdinando III. d’Asburgo-Lorena) (отново)
- 1824 – 1849: Леополд II (Leopoldo II. d’Asburgo-Lorena)
- 1849: Република
- 1849 – 1859: Леополд II (отново)
- 1859 – 1860: Фердинанд IV (Ferdinando IV. d’Asburgo-Lorena)

Annexion чрез Кралство Пиемонт-Сардиния – формалната титла на Велик херцог на Тоскана, отива на императорите на Австрия, които я носят до 1918 г.
- 1860 – 1916: Франц Йосиф, кайзер на Австрия (I.), апостолски крал на Унгария (I.), и т.н.
- 1916 – 1918: Карл, кайзер на Австрия (I.), апостолски крал на Унгария (IV.), и т.н.